# Bryan Gordon
Bryan Gordon es un director de cine, guionista, director de televisión y actor ocasional estadounidense, reconocido principalmente por dirigir episodios de comedias de televisión.

## Biografía
Nacido y criado en Dover, Delawere, Gordon inició su carrera como guionista en el programa nocturno de variedades Fridays a comienzos de la década de 1980. En 1987 dirigió el laureado cortometraje Ray's Male Heterosexual Dance Hall, ganador de un Premio Óscar en la categoría de mejor corto en 1988.
Como director de cine, los créditos de Gordon incluyen los filmes de comedia romántica Career Opportunities y Pie in the Sky.

## Filmografía

### Cine
| Año  | Título                             | Notas               |
| ---- | ---------------------------------- | ------------------- |
| 1987 | Ray's Male Heterosexual Dance Hall | Director y escritor |
| 1991 | Career Opportunities               | Director            |
| 1995 | Pie in the Sky                     | Director y escritor |

### Televisión
| Año       | Título                                                    | Notas                                                |
| --------- | --------------------------------------------------------- | ---------------------------------------------------- |
| 1977-1978 | Laugh-In                                                  | Escritor, 2 episodios                                |
| 1980-1981 | Fridays                                                   | Escritor, 37 episodios                               |
| 1991-1992 | The Wonder Years                                          | Director, 2 episodios                                |
| 1993      | Bakersfield, P.D.                                         | Director, 1 episodio                                 |
| 1999      | Action                                                    | Director, 1 episodio                                 |
| 1999-2000 | Freaks and Geeks                                          | Director, 2 episodios                                |
| 2000      | Ally McBeal                                               | Director, 1 episodio                                 |
| 2000      | Sports Night                                              | Director, 1 episodio                                 |
| 2000      | M.Y.O.B.                                                  | Director, 2 episodios                                |
| 2000      | Gideon's Crossing                                         | Director, 1 episodio                                 |
| 2000      | Boston Public                                             | Director, 1 episodio                                 |
| 2000      | The Michael Richards Show                                 | Director, 1 episodio                                 |
| 2000-2017 | Curb Your Enthusiasm                                      | Director, 9 episodios                                |
| 2001      | The West Wing                                             | Director, 1 episodio                                 |
| 2001      | Dead Last                                                 | Director, 1 episodio                                 |
| 2001-2002 | Maybe It's Me                                             | Director, 6 episodios                                |
| 2002      | Hidden Hills                                              | Director, 1 episodio                                 |
| 2002      | That Was Then                                             | Director, 1 episodio                                 |
| 2002      | Do Over                                                   | Director, 1 episodio                                 |
| 2003      | Andy Richter Controls the Universe                        | Director, 1 episodio                                 |
| 2003      | The O'Keefes                                              | Director, 1 episodio                                 |
| 2003      | One Tree Hill                                             | Director, 2 episodios                                |
| 2004      | Jack & Bobby                                              | Director, 1 episodio                                 |
| 2005-2006 | The Office                                                | Director, 2 episodios                                |
| 2006      | Weeds                                                     | Director, 1 episodio                                 |
| 2006      | Studio 60 on the Sunset Strip                             | Director, 1 episodio                                 |
| 2006      | Help Me Help You                                          | Director, 1 episodio                                 |
| 2007      | Life Is Wild                                              | Director, 1 episodio                                 |
| 2009-2010 | Party Down                                                | Director, 9 episodios, productor, 15 episodios       |
| 2010      | Childrens Hospital                                        | Director, 2 episodios                                |
| 2011      | Mr. Sunshine                                              | Director, 2 episodios                                |
| 2011      | The Paul Reiser Show                                      | Director, 1 episodio                                 |
| 2011      | Man Up!                                                   | Director, 1 episodio                                 |
| 2011      | Portlandia                                                | Productor, 6 episodios                               |
| 2012      | Free Agents                                               | Director, 1 episodio                                 |
| 2012      | Wedding Band                                              | Director, 1 episodio                                 |
| 2012      | 30 for 30                                                 | Director, 1 episodio                                 |
| 2012      | Up All Night                                              | Director, 2 episodios                                |
| 2013      | How to Live with Your Parents (For the Rest of Your Life) | Director, 1 episodio                                 |
| 2013      | Trophy Wife                                               | Director, 1 episodio                                 |
| 2013      | Welcome to the Family                                     | Director, 1 episodio                                 |
| 2013-2014 | The Neighbors                                             | Director, 2 episodios                                |
| 2014      | Bad Teacher                                               | Director, 1 episodio                                 |
| 2015      | Sin City Saints                                           | Director, 6 episodios, creador y productor ejecutivo |
| 2015      | Grace and Frankie                                         | Director, 1 episodio                                 |

### Como actor
| Año  | Título                     | Papel       | Notas      |
| ---- | -------------------------- | ----------- | ---------- |
| 1975 | The Edge of Night          | Ewell       | 1 episodio |
| 1979 | The Seeding of Sarah Burns | Roger Deems |            |
| 1979 | California Fever           | Mel Gaines  | 1 episodio |
| 1980 | Seeds of Innocence         | Dr. Beyers  |            |
| 1985 | Amazing Stories            | Padre       | 1 episodio |
| 1994 | Corrina, Corrina           | Empresario  |            |
| 1998 | Sour Grapes                | Doug        |            |